# Три товариші (роман)
«Три товариші» — роман німецького письменника-романіста Еріха Марії Ремарка (1936). Належить до «Золотого фонду світової літератури XX століття». Він має кілька екранізацій, першу було здійснено в США у 1938 році за участю самого автора й американського письменника Френсіса Скотта Фіцджеральда.
Роботу над романом «Три товариші» Ремарк розпочав у 1932 році. Через чотири роки твір побачив світ у данському видавництві 'Gyldendal'. Книжку про дружбу трьох фронтових друзів вперше переклали українською у 1959 році. Сьогодні роман «Три товариші» вважається класикою німецької та світової літератури.
Роман «Три товариші» разом із такими творами Ремарка, як «На Західному фронті без змін» (1929) та «Повернення» (1931), входить до трилогії романів про трагедію «втраченого покоління» — покоління молодих людей, які стали жертвами безглуздої Першої світової війни.

## Сюжет
Дія відбувається в Німеччині приблизно 1928 року. Троє колишніх вояків, товаришів від часу Першої світової війни — Роберт Локамп (Роббі), Отто Кестер і Ґотфрід Ленц — мають у містечку невелику авторемонтну майстерню.
Розповідь у «Трьох товаришах» ведеться від імені 30-річного механіка та піаніста Роберта Локампа. З ним же пов'язана любовна лінія роману. Зі своєю коханою — дівчиною з вищого суспільства, важкохворою Патрицією Гольман — Роберт знайомиться в день свого народження, на дорозі. У романі зображений розвиток їхньої любові на тлі економічної, політичної кризи в міжвоєнній Німеччині.
Зазвичай заробляють троє товаришів завдяки експерту страхового товариства «Фенікс» інспектору Барзиґу — він постачає для автомайстерні машини після аварій. У вільний час троє товаришів їздять старою, але відтюнінгованою машиною з великим кузовом. За скромний зовнішній вигляд і величезну швидкість, яку розвиває автомобіль, троє друзів прозвали його «Карлом» — «привидом шосе». Окрім ремонтів та їзди машиною, товариші полюбляють випивати разом з Фердинандом та Валентином у пивниці Альфонса чи кафе «Інтернаціональ», де Роббі грає на роялі.
Саме через кафе Роббі товаришує з місцевими повіями Лілі, Розою, гомосексуалом Кікі й вдівцем-самітником Стефаном Григоляйтом, головою Спілки скотопромисловців. Неподалік від «Інтернаціоналю» Локамп знімає невеличку квартиру в будинку біля цвинтаря. Якраз на нього виходять вікна Роберта. Власниця будинку фрау Залевскі недолюблює Роберта, а Фріда — служниця і взагалі з ним ворогує.

## Проблематика
Роман продовжує тематику «втраченого покоління». Люди, що пройшли через страх війни, не можуть піти від примар минулого. Військові спогади постійно мучать головного героя. Голодне дитинство стало причиною хвороби його коханої. Але саме військове братерство згуртувало трьох товаришів Роберта Локампа, Отто Кестера і Готфріда Ленца. І вони готові на все заради дружби. Попри смерть, якою буквально просочений роман, він розповідає про прагнення до життя.

## Герої
- Роберт Локамп (Роббі) — головний герой, саме від його імені автор веде розповідь. Співвласник автомайстерні «Аврема», полюбляє міцні алкогольні напої, а насамперед — ром.
- Отто Кестер — товариш Роберта з часів війни, засновник і співвласник «Аврема», автогонщик-любитель. Спокійний та врівноважений за характером.
- Ґотфрід Ленц — товариш Роберта Локампа з часів війни, співвласник «Аврема». Запальний, веселий, чуттєвий, за що його часто йменують «останнім романтиком». Високий та худий з кучмою солом'яного волосся на голові.
- Патриція Хольман (Пат) — струнка худорлява дівчина з шовковистим каштановим волоссям і довгими пальцями. Походила зі збіднілої родини аристократів.
- Фердинанд Ґрау — дебелий художник, який малює померлих на замовлення і полюбляє філософствувати.
- Валентин Гаузер — товариш Роббі з часів війни. Її він особливо важко переживав, бо дуже сильно боявся за власне життя. Після повернення з фронту взявся святкувати життя і радіти кожній його хвилині — пропивати увесь свій величезний спадок.
- Альфонс — власник пивнички й великий друг Ленца. Полюбляє бійки і хорову музику. Кремезний, спокійний чолов'яга з маленькими очима.

## Постановки й екранізації
- 1938 — фільм «Three Comrades» («Три товариші») — фільм режисера Френка Борзейгі (США)
- 1998 — фільм «Квіти від переможців» — дія перенесена в 1990-ті роки до Росії. Режисер Олександр Сурін.
- 1999 — спектакль, постановка Галини Волчек. Театр «Современник».
- 2009 — вистава, постановка Вадима Сікорського. Театр ім. М.Заньковецької у Львові.
- 2016 — вистава, постановка Юрія Одинокого, Національний академічний драматичний театр імені Івана Франка. Роберт Локамп — Євген Нищук.

## Вибрані цитати
- «Ходяче кладовище біфштексів», — завершальна фраза п'яного Роббі під час сварки з товстим перехожим.
- Скромність і сумлінність винагороджуються лише в романах.
- «Лише дурень перемагає в житті, розумник бачить забагато перешкод і втрачає певність, доки встигне щось розпочати», — Фердинанд Ґрау.
- «Усі ми живемо з ілюзій та боргів… Ілюзії від минулого, а борги — у рахунок майбутнього», — Ґотфрід Ленц та Фердинанд Ґрау.
- «Жінка не повинна говорити чоловікові, що любить його. Про це хай говорять її сяючі, щасливі очі», — Роббі.
- Любов зароджується в людині, але ніколи не кінчається у ній.
- Щастя — найбільш невизначена і дорога річ на світі.
- Вміти забутися — ось девіз сьогоднішнього дня, а безкінечні роздуми, право ж, ні до чого!
- Від принципів необхідно інколи відступати, інакше вони не доставляють радощів.
- Людське життя тягнеться дуже довго для однієї любові.
- «Мораль — це вигадка людства, але не висновок з життєвого досвіду», — Готрфрід Ленц
- «Краще вже померти, коли хочеться жити, ніж дожити до того, що хочеться померти», — Пат (XXVIII розділ)
- «Якщо хочеться жити, це значить, що є щось, що ти любиш», — Пат (XXVIII розділ)
- «Людина завжди велика у своїх намірах. Але не в їх здійснені. У цьому її привабливість», — Роббі (XV розділ)
- «Нічого не можна знати наперед. Смертельно хворий може пережити здорового. У житті бувають усякі дива», — Фелікс Жафе (XVIII розділ)
- «Жаль — це зворотний бік зловтіхи», — Роббі (XXIII розділ)
- «Найхитріші завжди попадаються в пастку, що її й сліпий побачив би», — Гвідо (XXV розділ)
- «Лікарі завжди мають надію, така вже в них професія», — Роббі (XXVI розділ)

## Переклади українською
- Еріх Марія Ремарк. Три товариші. Переклад з німецької: Микола Дятленко та Аркадій Плют; Художнє оформлення: К. Бобровников. — Київ: Молодь, 1959. — 415 стор.
  - (передрук) Твори в 2-х томах. — К.: Дніпро, 1986 (в перекладі Миколи Дятленка та Аркадія Плюта).
  - (передрук) Еріх Марія Ремарк. «На Західному фронті без змін. Повернення. Три товариші». Переклад з німецької: Наталка Сняданко, Катерина Гловацька, Микола Дятленко та Аркадій Плют. — Харків: КСД, 2014. — 912 стор. ISBN 978-966-14-7194-7

- «На Західному фронті без змін». Переклад з німецької: Катерина Гловацька
- «Повернення». Переклад з німецької: Наталка Сняданко
- «Три товариші». Переклад з німецької: Микола Дятленко та Аркадій Плют

- (передрук) Еріх Марія Ремарк. «Три товариші». Переклад з німецької: Микола Дятленко та Аркадій Плют. Харків: КСД, 2017, 416 стор. ISBN 978-617-12-3202-0

- Еріх Марія Ремарк. «Три товариші». Переклад з німецької: Дарія Радієнко. — Харків: «Фоліо», 2007. — 432 стор. ISBN 978-966-03-4120-3
  - (передрук) Еріх Марія Ремарк. «Три товариші». Переклад з німецької: Дарія Радієнко; малюнки: Л. Д. Киркач-Осіпова. — Харків: «Фоліо», 2008. — 432 стор. ISBN 978-966-03-4121-0 (Серія «Зарубіжна класика»)